# Fenilhidrazin
Fenilhidrazin je kemična spojina zapisana s formulo C6H5NHNH2. V organski kemiji se lahko fenilhidrazin zapiše tudi v skrajšani obliki PhNHNH2. 

## Kemijske lastnosti
Fenilhidrazin tvori monoklinske prizme, katere se pri sobni temperaturi stalijo v olje. Olje se ob stiku z zrakom obarva rumene do temno rdeče barve. Fenilhidrazin se meša z etanolom, dietil etrom, kloroformom in benzenom, ter je delno topen v vodi.

## Priprava
Fenilhidrazin je pripravljen z oksidacijo anilina z natrijevim nitritom, v prisotnosti vodikovega klorida pri čemer nastane diazonijeva sol. Diazonijeva sol se z uporabo natrijevega sulfita (Na2SO3) in prisotnostjo natrijevega hidroksida, nato reducira in tako tvori končen produkt - fenilhidrazin.

## Zgodovina
Fenilhidrazin je bil prvi odkriti hidrazin. Odkril ga je nemški kemik Hermann Emil Fischer leta 1875. Pripravil ga je z organsko redukcijo fenila diazonijeve soli, z uporabo sulfitnih (SO3) soli. Fischer je uporabil fenilhidrazin, zato da je lahko odkril značilnosti sladkorjev, prek oblikovanja hidrazonov s sladkorjem aldehida. Prav tako je v svojem prvem prispevku dokazal številne osnovne  lastnosti za odkrivanje hidrazinov.

## Uporaba
Fenilhidrazin se uporablja za pripravo indole, ki so posredniki pri sintezi različnih barvil in farmacevtskih izdelkih.Fenilhidrazin se uporablja, tudi za tvorbo fenilhidrazonov naravnih mešanic preprostih sladkorjev. Tvorbo fenilnih hidrazonov nato lahko uporabimo za enostavno ločevanje različnih sladkorjev. Spojino se lahko uporabi tudi za indukcijo akutne hemolitične anemije, v študijah ki preučujejo hematopoietčne sisteme. 

## Ugotovitve nevarnih lastnosti
Ob vdihovanju strupeno. Lahko povzroči zatekanje grla, kašljanje, oteženo dihanje, vrtoglavico, modrikasto kožo in omedlevico. Ob zaužitju lahko povzroči slabost z bruhanjem, vrtoglavico, omedlevico ter zlatenico. Če pride do stika s kožo, se lahko pojavi kontaktni dermatitis ter preobčutljivost kože. Simptomi vključujejo rdečico, bolečino in opekline. V primeru stika z očmi, tekočina in njeni hlapi uničujejo očesno tkivo. Pri kronični izpostavljenosti lahko pride do različnih krvnih učinkov, ter do poškodb ledvic in jeter. V vseh primerih izjemno strupeno.

## Ukrepi za prvo pomoč
Po vdihovanju je treba dovajati svež zrak, v primeru oteženega dihanja je treba dovajati kisik, če oseba ne diha nudimo umetno dihanje. Ob zaužitju nikakor ne smemo izsiliti bruhanja! Osebi, ki je snov zaužila mora zaužiti veliko vode. V primeru stika s kožo moramo spirati kožo z obilico vode,vsaj 15 minut pri tem pa odstraniti kontaminirano obleko in čevlje. V primeru stika z očmi moramo takoj pričeti z izpiranjem oči za vsaj 15 minut z obilico vode, pri tem občasno privzdigujemo veke. V vseh primerih je potrebna takojšnja zdravniška pomoč.

## Ukrepi ob požaru
Ob stiku z močnimi oksidanti lahko pride do požara. Pri temperaturah nad plameniščem, lahko nastanejo eksplozivne mešanice hlapov in kisika. Za gašenje požara uporabimo alkoholno peno.

## Ukrepi ob nezgodnih izpustih
Ob nezgodnem izpustu je treba prezračiti prostor kjer je prišlo do uhajanja ali razlitja. Preprečiti dostop do mesta izpusta nepotrebnim in/ali nezavarovanim ljudem. Potrebno je odstraniti vse možne vire vžiga, razlito tekočino prekrijemo z nevnetljivim materialom. Snov ne smemo odplakniti v kanalizacijo.

## Ravnanje z nevarno snovjo in skladiščenje
Hranimo v tesno zaprti posodi, v hladnem, suhem in prezračenem prostoru. Zaščititi pred fizičnimi poškodbami. Snov je treba hraniti ločeno od reaktivnih, vnetljivih snovi in virov toplote. Potrebno je preprečiti izpostavljenost sončni svetlobi.

## Nadzor nad izpostavljenostjo
Za zaščito dihal, moramo ob intenzivnejšem ali daljšem izpostavljanju uporabiti dihalni aparat, ki je neodvisen od krožečega zraka, pri manjši izpostavljenosti zadostuje kvalitetna ventilacija vgrajena v prostoru. Za zaščito kože uporabimo neprepustna oblačila (čevlji, rokavice, laboratorijska halja) primerna za preprečitev kontakta s kožo. Za zaščito oči pa uporabimo zaščitna očala, ki dobro tesnijo ali obrazni ščit.

## Fizikalne in kemijske lastnosti
Brezbarvna tekočina rahlo aromatičnega vonja, ki se ob stiku z zrakom obarva rdeče-rjavo. Rahlo topljiv v vroči vodi.

## Obstojnost in reaktivnost
Stabilen v običajnih pogojih uporabe in shranjevanja. Ob izpostavljenosti zraku ali sončni svetlobi se obarva rumeno-temno rdeče in tvori hemihidrate. Ob razkroju lahko nastanejo ogljikovi dioksidi in ogljikovi monoksidi.
Je nezdružljiv z močnimi oksidanti in svinčevim dioksidom.
Potrebno se je izogniti vročini, plamenom, virom vžiga ter nezdružljivim snovem.